# マカロニペンギン

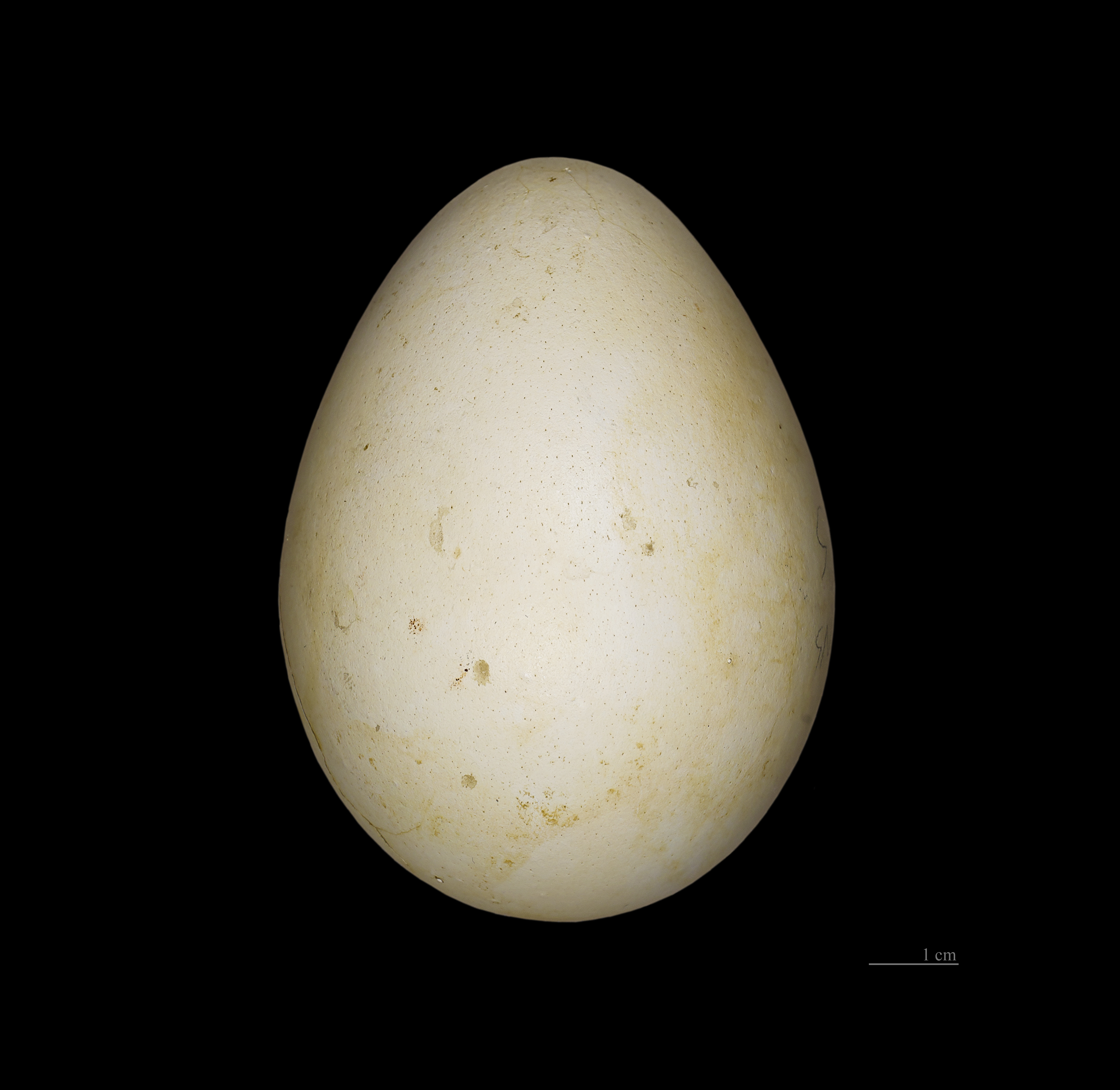
卵

マカロニペンギン（学名：Eudyptes chrysolophus）は、ペンギンの一種。

## 形態
目の上に生えたオレンジ色の羽が特徴である。体長は70cm程度、体重は5kgから6kg程度である。

## 生態
イカやオキアミなどの甲殻類を食べる。
通常、卵を2個産むが、最初の1個目の卵は放置してしまう。抱卵の期間は34日程度である。
なお「マカロニ」とは、18世紀のイギリスの言葉で、当時のイタリアの最先端の流行を取り入れた「伊達男」のことで、本種のオレンジ色の飾り羽にちなむ。

## 分布

マカロニペンギンの分布図

## 保全状態評価
VULNERABLE (IUCN Red List Ver. 3.1 (2001))
- 個体数：18,000,000羽、増減：継続的減少（過去36年で20%減少）

## このペンギンがみられる水族館
- マリンピア松島水族館（宮城県・松島町）
- 横浜・八景島シーパラダイス（横浜市）
- 神戸市立王子動物園（神戸市）
- 市立しものせき水族館 海響館（山口県下関市）
- 長崎ペンギン水族館（長崎県長崎市）